# Oleh Borovyk
Oleh Borovyk –en ucraniano, Олег Боровик– (13 de agosto de 1996) es un deportista ucraniano que compite en piragüismo en la modalidad de aguas tranquilas.
Ganó una medalla de plata en el Campeonato Mundial de Piragüismo de 2018 y una medalla de plata en el Campeonato Europeo de Piragüismo de 2018, ambas en la prueba de C4 500 m.

## Palmarés internacional
| Campeonato Mundial | Campeonato Mundial          | Campeonato Mundial | Campeonato Mundial |
| Año                | Lugar                       | Medalla            | Competición        |
| ------------------ | --------------------------- | ------------------ | ------------------ |
| 2018               | Montemor-o-Velho (Portugal) | Medalla de plata   | C4 500 m           |
| Campeonato Europeo |                             |                    |                    |
| Año                | Lugar                       | Medalla            | Competición        |
| 2018               | Belgrado (Serbia)           | Medalla de plata   | C4 500 m           |